# Antonio Tur y Berrueta
Antonio Tur y Berrueta (c. 1791-1833), fue un militar español natural de Ibiza, combatiente de destacada participación en la guerra de independencia peruana. Durante la invasión francesa sirvió, junto a Rafael Maroto, en el Batallón de Cazadores del Campo Segorvino, y se distinguió en la batalla de Tudela y en el sitio de Zaragoza. Finalizada la guerra marchó al Perú a combatir a los insurgentes independentistas como oficial del regimiento de Cantabria. En 1821, tras el Pronunciamiento de Aznapuquio, el teniente coronel Tur fue nombrado comandante de la unidad en reemplazo del coronel Rafael de Ceballos-Escalera, participó con distinción en las batallas de Moquegua, tras la cual fue ascendido a coronel, y en la de Corpahuaico donde en mérito a su bravo comportamiento fue ascendido en el mismo campo de batalla a brigadier. Luchó en la batalla de Ayacucho y tras la derrota retornó a España donde en 1833 ocupaba el cargo de general de la primera brigada de los voluntarios realistas de Andalucía.
Atraído por las ideas liberales, su hermano menor, Vicente Tur, desertó del ejército real para unirse a los independentistas peruanos; durante la campaña de Ayacucho ostentaba el grado de teniente coronel del estado mayor del ejército de Sucre y, finalizada la guerra, se afincó y casó en el Perú alcanzando el grado de coronel. Hacia finales del siglo XIX una hija suya, Juana Genara Tur recibía del gobierno peruano la pensión correspondiente a los hijos y viudas de los vencedores de Junín y Ayacucho.

## Los hermanos Tur
En vísperas de la batalla de Ayacucho el general español Juan Antonio Monet solicitó al general colombiano José María Córdova que antes de librar la batalla definitiva, que decidiría la suerte del Perú, los oficiales que tuvieran algún familiar o amigo en el campo contrario pudieran reunirse para conversar y darse un abrazo, tras obtener el consentimiento de Sucre casi un centenar de oficiales realistas e independentistas se reunieron sin armas en una zona neutral del campo. El coronel Manuel Antonio López, del ejército de Colombia, en sus Memorias, refiere la siguiente anécdota:

(...)a todos nos ganó en presteza el Brigadier español don Antonio Tur, interesante joven de alta estatura y unos 34 años de edad, que fue tal vez quien pidió esta entrevista, se nos abalanzó en demanda del teniente coronel Vicente Tur, del Estado Mayor peruano, hermano suyo y como seis años más joven. Encontrándolo al punto, lo apostrofó con tono acerbo: '¡Ay hermanito mío!, ¡cuánto siento verte cubierto de ignominia!'. Yo no he venido a que me insultes, y si es así, me voy', le contestó Vicente, y dándole la espalda ya se iba, cuando Antonio corrió tras de él y abrazándolo lloraron estrechados largo rato.
Recuerdos históricos del coronel Manuel Antonio López